# ウォータールー・ホークス
ウォータールー・ホークス（Waterloo Hawks）は、かつてアメリカ合衆国アイオワ州ウォータールーに存在したバスケットボールチーム。1948年に創設され、1951年に解散した。

## 歴史
1948年に創設されNBLに加盟。1948-49シーズンは30勝32敗でプレーオフを逃した。シーズン終了後NBLはBAAと合併してNBAと改称した。ホークスは1949-50シーズンに19勝43敗の成績に終り、この年限りでNBAを離れて新たに結成されたNPBLに加わった。しかしリーグは僅か1年で消滅し、同時にホークスも解散した。ホークスは北米4大プロスポーツリーグでアイオワ州に拠点を置いた唯一のチームである。
現存するNBA球団であるアトランタ・ホークスとは関係がない。